# Nitrobensen
Nitrobensen är en nitrerad, aromatisk förening med formeln C6H5NO2.

## Framställning
Nitrobensen framställs genom nitrering av bensen (C6H6) med salpetersyra (HNO3) och med svavelsyra (H2SO4) som katalysator.

## Användning
Den huvudsakliga användningen av nitrobensen är för tillverkning av anilin, men också för bekämpningsmedel, sprängämnen, läkemedel och färgämnen.
P.g.a. sina elektrooptiska egenskaper har nitrobensen använts för fyllning av Kerr-celler vilka spelat en avgörande roll i ljudfilmens historia. Då ett elektriskt fält läggs över Kerrcellen ändras vätskans polarisitionsegenskaper och den blir dubbelbrytande vilket används för att modulera den ljusstråle som ska ge filmens optiska ljusspår.
Användes förr för sin bittermandelliknande lukt som parfym i enklare tvålsorter och liknade under namnet mirbanolja. Denna användning är olämplig eftersom nitrobensen är skadligt. Det förekom(mer) också i medel för golv- och skoputs och för lädervård.